# Контрафактний товар
Контрафа́ктні това́ри (контрафакт) — це товари, що містять об'єкти права інтелектуальної власності, ввезення яких на митну територію України або вивезення з цієї території призводить до порушення прав власника, що захищаються відповідно до чинного законодавства України та міжнародних договорів України, укладених в установленому законом порядку.
Відповідно до ст. 256 Митного кодексу України, особа, якій відповідно до законодавства України належать майнові права на об'єкт права інтелектуальної власності та яка має підстави вважати, що під час переміщення товарів через митний кордон України порушуються чи можуть бути порушені її права на об'єкт права інтелектуальної власності, має право подати до спеціально уповноваженого центрального органу виконавчої влади в галузі митної справи заяву про сприяння захисту належних їй майнових прав на об'єкт інтелектуальної власності шляхом внесення відповідних відомостей до митного реєстру об'єктів права інтелектуальної власності. Після реєстрації у митному реєстрі об'єкта права інтелектуальної власності на підставі даних такого реєстру митні органи вживають заходів щодо запобігання переміщенню через митний кордон України контрафактних товарів, що можуть містити охоронювані законодавством України об'єкти авторського права і суміжних прав, прав на торговельні марки, промислові зразки та географічні зазначення.
Фальсифікована продукція — продукція, виготовлена з порушенням технології або неправомірним використанням знака для товарів та послуг, чи копіюванням форми, упаковки, зовнішнього оформлення, а так само неправомірним відтворенням товару іншої особи (ст. 1 ЗУ «Про захист прав споживачів»).
Контрафактний примірник твору, фонограми, відеограми — примірник твору, фонограми чи відеограми, відтворений, опублікований і (або) розповсюджуваний з порушенням авторського права і (або) суміжних прав, у тому числі примірники захищених в
Україні творів, фонограм і відеограм, що ввозяться на митну територію України без згоди автора чи іншого суб'єкта авторського
права і (або) суміжних прав, зокрема з країн, в яких ці твори фонограми і відеограми ніколи не охоронялися або перестали
охоронятися (ст. 1 ЗУ «Про авторське право і суміжні права»).